# Endless World
Endless World è il primo album del gruppo musicale power metal giapponese Cyntia. L'album è stato pubblicato nel 2012 dalla casa discografica BrightStar. È composto da dodici brani ma nell'edizione speciale, composta da CD e DVD, non è presente il dodicesimo brano Bittersweet Nightshade. Il DVD contiene i video musicali di The Endless World e di Run to the Future e in aggiunta un video speciale intitolato 特典映像 che significa Bonus Clip.

## Tracce
1. Moonlight Roulette - 05.55
2. 色葬和音  - 04.16
3. The Endless World - 04.25
4. Run to the Future (album version) - 04:11
5. Throught the Fire and the Desire - 05.10
6. 黎明 - 05.37
7. Beyond the World - 04.25
8. Meteor Calling - 05.56
9. Shaman Dance - 04.45
10. Voice (album version) - 06.48
11. 幻覚の太陽 - 08.54
12. Bitterweet Nightshade - 03.30